# Šivčeva hiša
Šivčeva hiša je meščanska hiša, zgrajena okoli 16. stol. Nahaja se na Linhartovem trgu 22 v starem mestnem trgu Radovljice. Ta del mesta je od leta 1987 razglašen za kulturni in zgodovinski spomenik. Uvršča se med enega pomembnejših poznogotskih spomenikov pri nas.

### Gradnja in slog
Zgrajena je bila okoli leta 1580 in od takrat večkrat prezidana. Oblikovana je v poznogotskem slogu z nekaj renesančnimi elementi. Je eden izmed zgodnejših primerov, ki kažejo na novo zasnovo meščanske hiše. Ta ni več tako skromna in v svojo arhitekturo vključuje elemente cerkvene in plemiške arhitekture in se s tem poskuša privzdigniti in približati višjim slojem. Razdelili bi jo lahko na tri dele: pritličje, nadstropje in malo dvorišče v prehodu k sosednji hiši.

### Lastništvo
Hišo je dala zgraditi družina Kogančič. Ime je dobila po svojih zadnjih lastnikih, ki so jo leta 1970 podarili radovljiški občini. Leta 1976 so jo različni strokovnjaki pod vodstvom arhitekta Petra Fistra in v organizaciji takratnega Zavoda za spomeniško varstvo iz Kranja obnovili. Od takrat naprej je odprta tudi za javnost. Danes jo upravlja muzej radovljiške občine.

### Zunanjščina
Zunanjščina Šivčeve hiše je renesančna. Streha hiše je danes obrnjena pravokotno na trg, medtem ko je bila nekoč vzporedna z njim. Ima bogato okrašeno fasado s poslikavo in šivanimi robovi na vogalih. Ta okras je bil dodan kasneje. Na freski iz 17. stol. je usmiljeni samaritan v dekorativnem okvirju. Prav tako so z dekorativnim okvirjem poudarjena okna in vrata. Ima dvojni nadstropni pomol, s katerim so povečali površino nadstropja. Portal iz zelenega peraškega kamna je bil dodan pozneje. Celotno gornje nadstropje je zgrajeno v lesu in opažano iz notranjosti, nato pa obzidano s tanko kameno steno, tako da je videti, kot da je stavba v celoti zidana.

### Notranjščina
Notranja razdelitev prostorov je tipična za meščanske hiše v 16. in 17. stol. Pritličje je bilo namenjeno trgovini, obrtni delavnici in skladišču, v zgornjem nadstropju pa so bili bivalni prostori. Notranjščina je poznogotsko zasnovana. Pritličje je razdeljeno na dva prostora. Prvi prostor se deli na dve ladji, ki sta ločeni s stebroma. Iz stebrov izhaja štiripolni križnogrebenasti obok, drugi prostor pa je poglobljen in banjasto obokan. Prva soba ima tudi funkcijo veže, od koder se v nadstropje vzpenja kamnito stebrišče z balustradno ograjo. Stebriščni hodnik je majhen z dvema arkadama. V nadstropju so trije prostori: kuhinja, kašča in reprezentativna bivalna soba. Kuhinja in kašča se med seboj povezujeta z gotskim portalom. Vrata v kuhinjo so bila zaradi požarne varnosti železna. Tam se je nahajalo odprto ognjišče, iz katerega so kurili peč tudi v dnevni sobi. Dim je lovil poseben obok na lesenem tramu, ki je skrbel za to, da je preostali del kuhinje ostal čist. V glavnem bivalnem prostoru je bila lončena peč na nogah, okoli celotnega prostora pa vgrajena široka lesena klop. Svetloba je prihajala iz dveh, za tisti čas širokih oken. Danes sta v tej sobi ohranjena originalna le leseni opaž in strop. Ostalo je novejše ali prineseno od drugod. Miza je imitacija mize iz gradu Krumperk, pozlačeno okrasje in svečnik sta sposojena iz Gorenjskega muzeja v Kranju. Na steni visi portret radovljiške dobrotnice Josipine Hočevar.

### Današnja funkcija Šivčeve hiše
Danes je Šivčeva hiša odprta za javnost kot muzej. Pritličje je namenjeno galeriji, kjer se letno izmenja okoli 10 razstav domačih in tujih likovnih ustvarjalcev, stalno pa je postavljena zbirka otroških in mladinskih ilustracij. V zgornjem delu je poročna dvorana.
- Portal
- Freska